# Your Name. (Album)
Your Name. (jap. 君の名は。 Kimi no Na wa., dt. „Dein Name ist.“) ist das achte Album der japanischen Rockband Radwimps und zugleich der offizielle Soundtrack des gleichnamigen Animefilms aus dem Jahr 2016.
Das Album erschien am 24. August 2016, beherbergt 27 Titel und hat eine Spielzeit von einer Stunde zwölf Minuten und fünf Sekunden. Your Name. stieg auf Platz eins in den japanischen Charts ein und verkaufte sich innerhalb der ersten Woche rund 58.000 mal alleine in Japan. Etwas später erhielt das Album in Japan eine Goldene Schallplatte für 100.000 verkaufte digitale Einheiten.
Im deutschen Sprachraum erschien das Album am 25. November 2016 und wurde zudem am 18. Mai 2018 der Collector’s Edition des Filmes beigelegt.
Die Lieder, die mit japanischem Liedtext versehen sind, wurden später in englischer Sprache neu aufgenommen und zunächst am 27. Januar 2017 auf digitaler Ebene veröffentlicht. Eine Veröffentlichung auf CD folgte am 10. März gleichen Jahres.

## Hintergrund
Regisseur und Animateur Makoto Shinkai hörte von der Band erstmals im Jahr 2007,^ als dieser zu dieser Zeit in London lebte. Als dieser von seinem Produzenten zu Beginn der Arbeiten an Your Name. gefragt wurde, welche Künstler er derzeit am liebsten hört, nannte Shinkai Radwimps. Shinkai fragte die Band etwas später an, ob Interesse bestünde, den offiziellen Soundtrack zum Film zu erarbeiten und einzuspielen. Dabei bat Shinkai die Musiker, die Musik in einer Art und Weise zu kreieren, dass „die Musik die Dialoge oder Monologe der Charakter ergänzen solle“.
Die Musiker zeigten sich zunächst überrascht, sagten eine Zusammenarbeit allerdings zu. In einem Artikel mit The Japan Times erzählten die Musiker, dass das Erarbeiten der Instrumentalstücke besonders kompliziert waren. Allein die Erarbeitung und Konzipierung des Stückes First View of Tokyo dauerte mehrere Monate, da der Filmproduzent immer wieder kleine Veränderungen an dem Lied erbat, während Sänger Yōjirō Noda die Ursprungsversion am besten fand.
Die vier Stücke Dream Lantern, Zenzenzense, Sparkle und Nandemonaiya wurden später in englischer Sprache neu eingespielt und Ende Januar des Jahres 2017 zunächst auf digitaler Ebene, knapp zwei Monate später auf CD veröffentlicht.
Der ursprüngliche Schlagzeuger Satoshi Yamaguchi wirkte aufgrund einer langwierigen Nervenerkrankung nicht an der Produktion des Albums mit, sondern wurde durch einen Gastmusiker ersetzt. Während des Entstehens des Soundtracks, arbeiteten die Musiker parallel an dem neunten Album Human Bloom, welches im gleichen Jahr veröffentlicht wurde und ebenfalls auf Platz eins in den nationalen Albumcharts einsteigen konnte.
Gemeinsam mit dem Philharmonieorchester Tokio spielten die Radwimps am 4. und 5. Dezember 2017 ein spezielles Konzert vor 10.000 Besuchern im Tokyo International Forum, bei dem der komplette Soundtrack aufgeführt wurde. Dieses zweitägige Event wurde aufgezeichnet und am 18. April 2018 auf DVD und Blu-ray veröffentlicht.

## Titelliste
| #   | Titel                                                             | Komponist(en)             | Länge | Anmerkungen |
| --- | ----------------------------------------------------------------- | ------------------------- | ----- | --- |
| 1.  | Yume Tōrō (夢灯籠, "Dream Lantern")                               | Yōjirō Noda (Musik, Text) | 2:09  | Neuauflage in englischer Sprache 2017                                                                           |
| 2.  | Mitsuha no Tsūgaku (三葉の通学, "School Road")                    | Noda (Musik)              | 1:07  | |
| 3.  | Itomori Kōkō (糸守高校, "Itomori High School")                    | Noda (Musik)              | 1:48  | |
| 4.  | Hajimete no Tōkyō (はじめての、東京, "First View of Tokyo")       | Noda (Musik)              | 1:16  | |
| 5.  | Akogare Cafe (憧れカフェ, "Cafe at Last")                         | Akira Kuwahara (Musik)    | 1:29  | |
| 6.  | Okudera Senpai no Tēma (奥寺先輩のテーマ, "Theme of Ms. Okudera") | Noda (Musik)              | 2:06  | |
| 7.  | Futari no Ihen (ふたりの異変, "Unusual Changes of Two")           | Kuwahara (Musik)          | 2:36  | |
| 8.  | Zenzenzense (前前前世 (movie ver.))                               | Noda (Musik, Text)        | 4:44  | Auch im Album Human Bloom (2016) zu hören · Neuauflage in englischer Sprache 2017 · Diamant Diamant in Japan    |
| 9.  | Goshintai (御神体)                                                | Noda (Musik)              | 3:24  | |
| 10. | Dēto (デート, "Date")                                             | Noda (Noda)               | 4:03  | |
| 11. | Akimatsuri (秋祭り, "Autumn Festival")                            | Noda (Musik)              | 1:06  | |
| 12. | Kioku o Yobiokosu Taki (記憶を呼び起こす瀧, "Evoking Memories")   | Noda (Musik)              | 1:40  | |
| 13. | Hida Tanbō (飛騨探訪, "Visit to Hida")                            | Noda (Musik)              | 1:29  | |
| 14. | Kieta Machi (消えた町, "Disappeared Town")                        | Yūsuke Takeda (Musik)     | 1:55  | |
| 15. | Toshokan (図書館, "Library")                                      | Takeda (Musik)            | 1:42  | |
| 16. | Ryokan no Yoru (旅館の夜, "The Night Inn")                        | Takeda (Musik)            | 1:29  | |
| 17. | Goshintai e Futatabi (御神体へ再び, "Again to Goshintai")         | Noda (Musik)              | 2:21  | |
| 18. | Kuchikamizake Torippu (口噛み酒トリップ, "Kuchikamizake Trip")    | Noda (Musik)              | 2:55  | |
| 19. | Sakusen Kaigi (作戦会議, "Council of War")                        | Noda (Musik)              | 2:20  | |
| 20. | Chō Chō Settoku (町長説得, "Persuading Mayor")                    | Takeda (Musik)            | 2:45  | |
| 21. | Mitsuha no Tēma (三葉のテーマ, "Theme of Mitsuha")                | Noda (Musik)              | 4:02  | |
| 22. | Mienai Futari (見えないふたり, "Unseen Two")                      | Noda (Musik)              | 0:50  | |
| 23. | Katawaredoki (かたわれ時)                                         | Noda (Musik)              | 2:47  | |
| 24. | Supākuru (スパークル (movie ver.), "Sparkle")                     | Noda (Musik, Text)        | 8:54  | Auch auf dem Album Human Bloom (2016) zu hören · Neuauflage in englischer Sprache 2017 · Platin Platin in Japan |
| 25. | Dēto 2 (デート2, "Date 2")                                        | Noda (Musik)              | 2:09  | |
| 26. | Nandemonaiya (なんでもないや (movie edit.))                       | Noda (Musik, Text)        | 3:15  | |
| 27. | Nandemonaiya (なんでもないや (movie ver.))                        | Noda (Musik, Text)        | 5:42  | Neuauflage in englischer Sprache 2017 · Platin Platin in Japan                                                  |

## Kommerzieller Erfolg
In der Woche zum 5. September 2016 stieg das Album mit 58.000 verkauften Einheiten innerhalb der ersten Verkaufswoche auf Platz 1 in den japanischen Albumcharts ein. Insgesamt hielt sich das Album 81 Wochen in den japanischen Charts auf. Im November des Jahres 2016 wurde das Album für 100.000 verkaufte digitale Einheiten mit Gold ausgezeichnet. Auch in Südkorea erreichte das Album eine Platzierung in den nationalen Musikcharts, wodurch die Radwimps die erste japanische Band ist, die eine Notierung in Südkorea erreichen konnte. Die Lieder Nandemonaiya und Zenzenzense waren beide in der Jahresbestenliste der südkoreanischen Gaon Chart zu finden. In den Weltmusik-Charts, die vom US-amerikanischen Billboard-Magazin ermittelt werden, stieg Your Name in der Woche des 29. April 2017 ein und erreichte mit dem zweiten Platz seine Höchstposition. Das Album verblieb insgesamt elf Wochen in dieser Liste.
Die Ende Januar 2017 herausgegebene englische Version der Stücke Dream Lantern, Zenzenzense, Sparkle und Nandemonaiya wurden in einer Single zusammengefasst und stieg auf Platz 6 in den japanischen Singlecharts ein. Dort hielt sich diese insgesamt zwölf Wochen lang. Das Lied Zenzenzense wurde in Japan für 750.000 verkaufte Einheiten mit Dreifach-Platin; die Lieder Sparkle und Nandemonaiya jeweils mit Platin für 250.000 verkaufte Einheiten ausgezeichnet. Laut dem japanischen Ableger des US-Musikmagazins Billboard landeten die Radwimps in der Jahresliste der Künstler mit den meistverkauften Liedern im Jahr 2016 auf dem zweiten Platz. Lediglich die Idol-Gruppe AKB48 verkaufte in dem Zeitraum eines Jahres mehr Lieder, wobei es laut dem Magazin sehr eng zuging. Diesen Erfolg sei unter anderem dem Stück Zenzenzense, welche nicht als physische Single veröffentlicht wurde, und die allgemeine Beteiligung am Soundtrack zum Anime Your Name. – Gestern, heute und für immer zu verdanken, welches der Band einen großen Anstieg an Popularität einbrachte, was sich auch auf die Verkaufszahlen des neunten Albums Human Bloom (Ningen Kaika) positiv auswirkte.

## Auszeichnungen und Nominierungen
- Newtype Anime Awards[17]
  - 2016: Bester Filmsoundtrack (nominiert)
  - 2016: Bestes Filmlied für Zenzenzense (nominiert)
- Japan Record Award[18]
  - 2016: Special Award für den Soundtrack zu Your Name. (gewonnen)
- Awards of the Japanese Academy[13]
  - 2017: Beste Filmmusik (gewonnen)
- Japan Gold Disc Awards[19]
  - 2017: Bester Soundtrack (gewonnen)
  - 2017: Best 5 Songs by Download für Zenzenzense und Nandemonaiya (gewonnen)